# Тензиметрия
Тензиметрия (от лат. tensus — напряженный и греч. μετρο — измеряю) — методы измерения давления пара. Делятся на прямые и косвенные. В первых используются манометры различных конструкций, в методах второй группы исследуется какое-либо свойство вещества, которое связано с давлением пара. Например могут измерятся масса, скорость испарения, оптическая плотность или другие; далее давление рассчитывают по известным уравнениям или определяют с помощью предварительно полученных градуировочных кривых.